# Muraszilvágy
Muraszilvágy (horvátul: Sivica, vendül Süvica) falu  Horvátországban Muraköz megyében. Közigazgatásilag Bottornyához tartozik.

## Fekvése
Csáktornyától 10 km-re északkeletre, községközpontjától Bottornyától 4 km-re délnyugatra  fekszik.

## Története
A település első írásos említése 1367-ből származik "Poss. Zalamoch" alakban. 1456-ig a csáktornyai uradalommal együtt Cillei család birtoka volt. Ezután a Cilleiek többi birtokával együtt Vitovec János horvát bán szerezte meg, de örökösei elveszítették. 1477-ben Hunyadi Mátyás Ernuszt János budai nagykereskedőnek és bankárnak adományozta, aki megkapta a horvát báni címet is. 1540-ben a csáktornyai Ernusztok kihalása után a csáktornyai  uradalommal együtt rövid ideig a Keglevich családé, majd 1546-ban I. Ferdinánd király adományából a Zrínyieké lett. Miután Zrínyi Pétert 1671-ben felségárulás vádjával halálra ítélték és kivégezték, minden birtokát elkobozták, így a birtok a kincstáré lett. III. Károly 1719-ben az uradalommal együtt szolgálatai jutalmául elajándékozta Althan Mihály János cseh nemesnek. 1791-ben az uradalmat gróf Festetics György vásárolta meg és ezután 132 évig a tolnai Festeticsek birtoka volt.
Vályi András szerint " SZIVICZA. Elegyes falu Szala Várm. földes Ura Gr. Festetics Uraság, lakosai többfélék, fekszik Podturhoz nem meszsze, mellynek filiája; határja középszerű."
A településnek 1910-ben 591, túlnyomórészt horvát lakosa volt. A trianoni békeszerződésig, majd 1941 és 1945 között újra  Zala vármegye Csáktornyai járásához tartozott. A 2001-es népszámlálás adatai szerint 197 lakosa volt.

## Nevezetességei
Szent Anna tiszteletére szentelt kápolnája.

## Külső hivatkozások
- Bottornya község hivatalos oldala
- A bottornyai plébánia honlapja